# El acero de Madrid
El acero de Madrid es una obra de teatro del dramaturgo español Lope de Vega escrita en 1608.

## Argumento
El gallardo, aunque sin linaje, Lisardo se ha enamorado de la dama Belisa, que corresponde a sus pretensiones, aunque su padre la ha prometido en matrimonio con Octavio. Riselo, amigo de Lisardo, se ofrece a conquistar a Teodora, tía y eterna acompañante de Belisa, para dar a su compañero una excusa que le permita acercarse a la joven dama. Sin embargo, esta acción desinteresada de Riselo levanta la furia de su amante Marcela, a su vez pretendida por Florencio. Tras diversas peripecias y equívocos, Lisardo y Belisa consuman su amor uniéndose en matrimonio.

## Representaciones destacadas
En el siglo XX pueden mencionarse las siguientes representaciones:
- Teatro de la Comedia, 1995.[2]
  - Dirección: José Luis Castro.
  - Intérpretes: Yolanda Arestegui, Héctor Colomé, Manúel Navarro, Ana María Barbany, Arturo Querejeta y Pilar Massa.